# Doğanyazı, Midyat
Doğanyazı là một xã thuộc huyện Midyat, tỉnh Mardin, Thổ Nhĩ Kỳ. Dân số thời điểm năm 2010 là 295 người.